# Rotherham Town FC (1899)
Rotherham Town FC (celým názvem: Rotherham Town Football Club) byl anglický fotbalový klub, který sídlil ve městě Rotherham v metropolitním hrabství South Yorkshire. Založen byl v roce 1899 po fúzi klubu Rotherham Casuals a Rotherham Grammar School. V roce 1904 změnil název na Rotherham Athletic, o rok později na Rotherham Town. Klubové barvy byly modrá, bílá a černá.
Zanikl v roce 1925 po fúzi s Rotherham County do nově vytvořené klubu Rotherham United.

## Historické názvy
Zdroj: 
- 1899 – Rotherham FC (Rotherham Football Club)
- 1904 – Rotherham Athletic FC (Rotherham Athletic Football Club)
- 1905 – Rotherham Town FC (Rotherham Town Football Club)
- 1925 – fúze s Rotherham County FC ⇒ Rotherham United FC
- 1925 – zánik

## Získané trofeje
- Sheffield & Hallamshire Senior Cup ( 2× )
  - 1919/20, 1924/25

## Úspěchy v domácích pohárech
Zdroj: 
- FA Cup
  - 1. kolo: 1907/08

## Umístění v jednotlivých sezonách
Stručný přehled
Zdroj: 
- 1903–1925: Midland Football League

Jednotlivé ročníky
Zdroj: 
Legenda: Z - zápasy, V - výhry, R - remízy, P - porážky, VG - vstřelené góly, OG - obdržené góly, +/- - rozdíl skóre, B - body, červené podbarvení - sestup, zelené podbarvení - postup, fialové podbarvení - reorganizace, změna skupiny či soutěže
| Anglie (1903 – 1925)                                      |                         |        |    |    |    |    |     |     |     |    |        |
| Sezóny                                                    | Liga                    | Úroveň | Z  | V  | R  | P  | VG  | OG  | +/- | B  | Pozice |
| 1903/04                                                   | Midland Football League | –      | 34 | 15 | 8  | 11 | 67  | 49  | +18 | 38 | 5.     |
| 1904/05                                                   | Midland Football League | –      | 32 | 17 | 6  | 9  | 74  | 46  | +28 | 40 | 6.     |
| 1905/06                                                   | Midland Football League | –      | 34 | 18 | 9  | 7  | 90  | 45  | +45 | 45 | 4.     |
| 1906/07                                                   | Midland Football League | –      | 38 | 24 | 4  | 10 | 110 | 43  | +67 | 52 | 4.     |
| 1907/08                                                   | Midland Football League | –      | 38 | 21 | 8  | 9  | 74  | 50  | +24 | 50 | 3.     |
| 1908/09                                                   | Midland Football League | –      | 38 | 22 | 6  | 10 | 78  | 53  | +25 | 50 | 2.     |
| 1909/10                                                   | Midland Football League | –      | 42 | 14 | 8  | 20 | 82  | 97  | -15 | 36 | 17.    |
| 1910/11                                                   | Midland Football League | –      | 38 | 11 | 7  | 20 | 57  | 72  | -15 | 29 | 16.    |
| 1911/12                                                   | Midland Football League | –      | 36 | 19 | 11 | 6  | 75  | 49  | +26 | 49 | 2.     |
| 1912/13                                                   | Midland Football League | –      | 38 | 17 | 4  | 17 | 55  | 67  | -12 | 38 | 11.    |
| 1913/14                                                   | Midland Football League | –      | 34 | 13 | 8  | 13 | 46  | 62  | -16 | 34 | 9.     |
| 1914/15                                                   | Midland Football League | –      | 38 | 20 | 4  | 14 | 112 | 65  | +47 | 44 | 9.     |
| V letech 1915 až 1918 se nehrála žádná pravidelná soutěž. |                         |        |    |    |    |    |     |     |     |    |        |
| 1919/20                                                   | Midland Football League | –      | 34 | 14 | 8  | 12 | 83  | 71  | +12 | 36 | 7.     |
| 1920/21                                                   | Midland Football League | –      | 38 | 18 | 8  | 12 | 68  | 48  | +20 | 44 | 5.     |
| 1921/22                                                   | Midland Football League | –      | 42 | 15 | 11 | 16 | 65  | 66  | -1  | 41 | 11.    |
| 1922/23                                                   | Midland Football League | –      | 42 | 8  | 6  | 28 | 45  | 105 | -60 | 22 | 21.    |
| 1923/24                                                   | Midland Football League | –      | 42 | 7  | 4  | 31 | 42  | 95  | -53 | 18 | 22.    |
| 1924/25                                                   | Midland Football League | –      | 28 | 10 | 2  | 16 | 43  | 46  | -3  | 22 | 12.    |